# Janusz Grzemowski
 Janusz Grzemowski (ur. 20 czerwca 1947 w Bielawie, zm. 10 listopada 2005 w Katowicach) – polski saneczkarz, olimpijczyk z Sapporo 1972.
W roku 1971 zdobył tytuł mistrza Polski w jedynkach. Uczestnik mistrzostw świata w roku 1970 i w roku 1973. 
Na igrzyskach olimpijskich w Sapporo wystartował w konkurencji jedynek zajmując 12. miejsce.

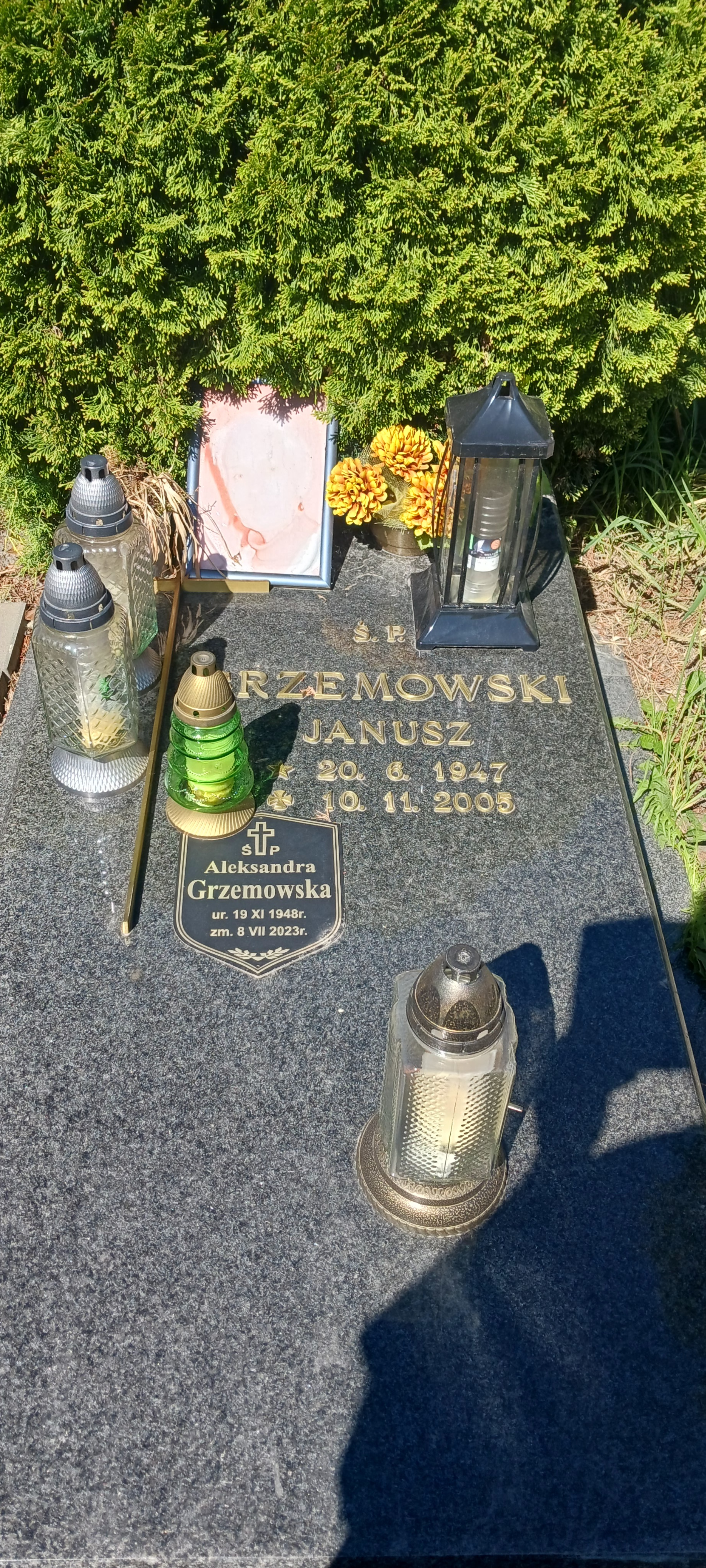
Grób Janusza Grzemowskiego na cmentarzu w Katowicach-Józefowcu przy ul. Słonecznej